# 장난감 병정

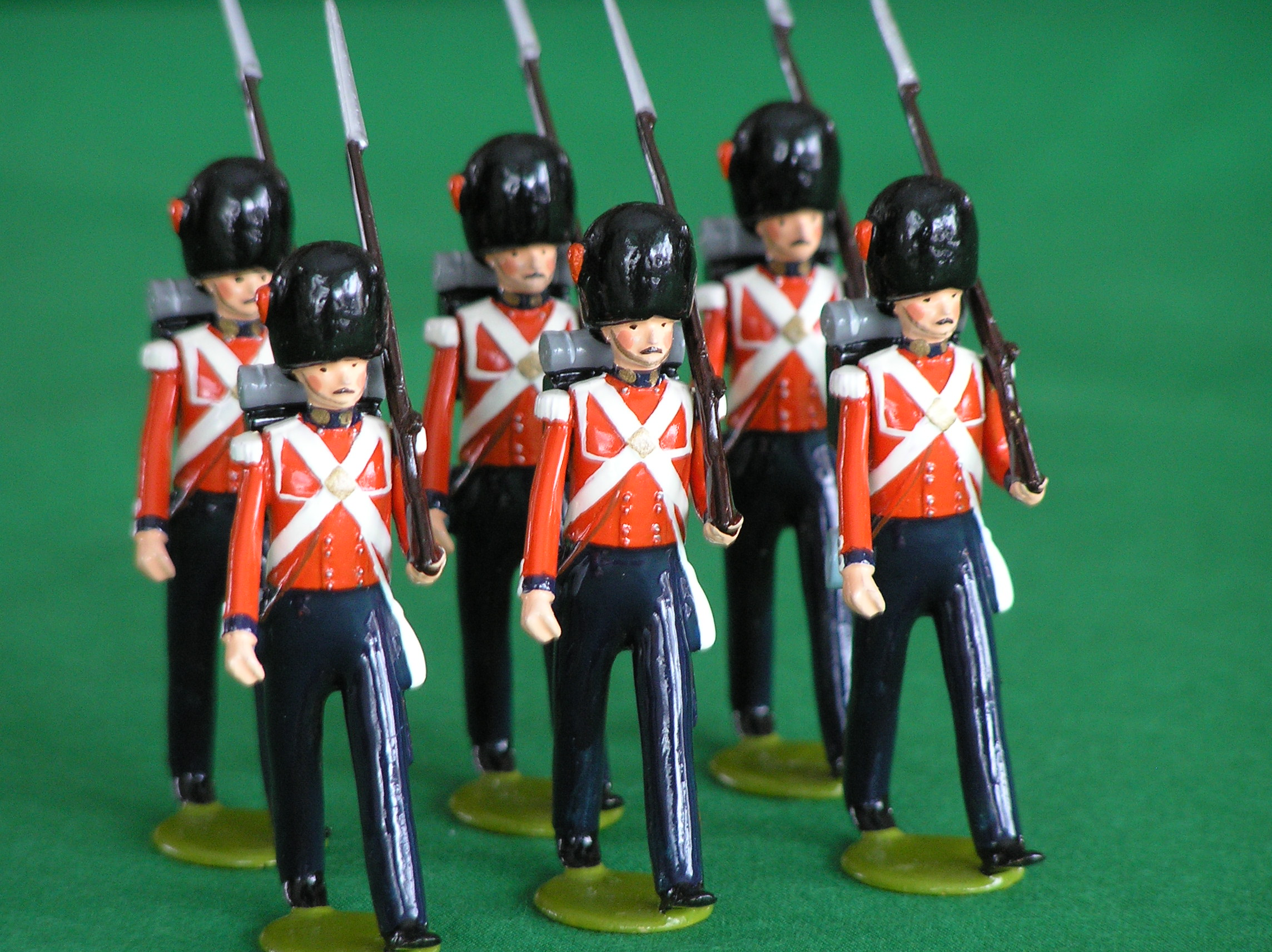
장난감 병정

장난감 병정(-兵丁)은 병정을 본따 만든 장난감이다.
이 용어는 모든 시대의 제복을 입은 군인의 묘사에 적용되며 기사, 카우보이, 아메리칸 인디언, 해적, 사무라이 및 기타 전투 관련 주제를 포함한다. 장난감 병정은 단순한 장난감에서 매우 사실적이고 세밀한 모델까지 다양하다. 후자는 더 최근에 개발되었으며 때때로 전통적인 장난감 병정과 구별하기 위해 모델 피규어라고 불린다. 인형이나 액션 피규어와 같은 더 큰 규모의 장난감은 군복을 입을 수 있지만 일반적으로 장난감 군인으로 간주되지 않는다.
장난감 병정은 모든 유형의 재료로 만들어지지만 가장 일반적으로 대량 생산되는 종류는 금속과 플라스틱이다. 양철 병정이나 플랫, 속이 빈 주조 금속 인형, 구성 인형, 플라스틱 군인 등 다양한 종류의 장난감 군인이 있다. 금속 장난감 병정은 전통적으로 세트로 판매되었다. 플라스틱 피규어는 영국과 유럽의 장난감 가게에서 개별적으로 판매되었고 미국에서는 대형 박스 세트로 판매되었다. 현대적이고 수집 가능한 피규어는 종종 개별적으로 판매된다.

## 같이 보기
- 피규어